# 意大利联合圣保罗银行
意大利联合圣保罗银行（義大利語：Intesa Sanpaolo S.p.A）是一个在2007年1月2日由意大利联合商业银行（Banca Intesa）和意大利圣保罗银行（Sanpaolo IMI）合并成立的新银行集团。银行集团总部设立在都灵，在米兰也设有次级银行总部。
在2006年8月，意大利联合商业银行（Banca Intesa）和意大利圣保罗银行（Sanpaolo IMI）共同声明了合并事宜，并在同年12月执行。新的意大利联合圣保罗银行集团（Intesa Sanpaolo S.p.A）是意大利第二大银行，欧元区第三大银行，拥有688亿欧元的资产。

## 历史
该银行最早的一部分是1563年创立的圣保罗基金会 (Fondazione Compagnia di San Paolo) 。起初它是一个「圣怜山」(Monte di Pietà) 组织，为穷人提供低息贷款。到 19 世纪末，它由意大利王国控制。